# Anders Bodegård
Karl Vilhelm Anders Bodegård, född 2 januari 1944 i Vislanda (men på Växjö BB), Kronobergs län, död 16 juni 2024 i Stockholm,  var en svensk översättare från polska och franska.
Anders Bodegård översatte ett flertal kända polska poeter till svenska, däribland nobelpristagaren Wisława Szymborska, samt stora mängder prosa och bland annat Ryszard Kapuścińskis reportageböcker. Han brukade även figurera som kännare av polsk litteratur. Även när det gäller fransk litteratur fick Bodegård översätta texter av ett antal kända författare, däribland såväl klassikerna Jean Racine och Gustave Flaubert som den samtida Michel Houellebecq. Under 1980-talet var Anders Bodegård lektor i svenska vid Uniwersytet Jagielloński i Krakow.
Bodegård skrev också regelbundet krönikor om översättande i Språktidningen.

## Egna böcker
- Bodegård, Anders; Söderberg Maria (2007). På resa med Ryszard Kapuściński. Enskede: Maria Söderberg. Libris 10645730. ISBN 978-91-633-0793-5
- Bodegård, Anders (1985). Tänk efter: verb + partikel = partikelverb. Stockholm: Skriptor. Libris 7631630. ISBN 91-7282-230-9

## Översättningar (urval)
- Adam Zagajewski: Ode till mångfalden och andra dikter (översatt tillsammans med Lars Kleberg) (Norstedt, 1987)
- Witold Gombrowicz: Dagboken (Dziennik) (Bonnier, 1990–1993)
- Czesław Miłosz: Vid flodens strand (Na brzegu rzeki) (Bromberg, 2000)
- Wisława Szymborska: Dikter 1945–2002 (FIB:s lyrikklubb, 2003)
- Gustave Flaubert: Madame Bovary: landsortsseder (Madame Bovary) (Bonnier, 2012)

## Priser och utmärkelser
- 1994 – De Nios översättarpris
- 1995 – Elsa Thulins översättarpris
- 1995 – Svenska Akademiens översättarpris
- 2000 – Albert Bonniers 100-årsminne
- 2004 – Kellgrenpriset
- 2004 – Kommendörskorset av Republiken Polens förtjänstorden
- 2005 – Till Adam Brombergs minne (Adamspriset)
- 2006 – The Transatlantic Prize
- 2007 – Litteris et Artibus
- 2012 – Letterstedtska priset för översättningen av Adam Zagajewskis Antenner i regn
- 2014 – Stig Dagermanpriset
- 2018 – Ryszard Kapuścińskis översättarpris[5]